# 德比甘杰乌帕齐拉
德比甘杰是孟加拉国的一个乌帕齐拉，位于朗布尔专区的班乔戈尔县。

## 地理
德比甘杰乌帕齐拉的坐标为26°07′07″N 88°45′33″E / 26.11858°N 88.759299°E，总面积为309.04平方公里。

## 人口
据1991年孟加拉国人口普查，德比甘杰乌帕齐拉共有31532户人家，总计159902人口，其中男性占比51.02%，女性占比48.98%，成年人口为77660。该地七岁以上人口之平均识字率为24.8%，低于全国平均水平（32.4%）